# علم الأحياء الدقيقة في التربة

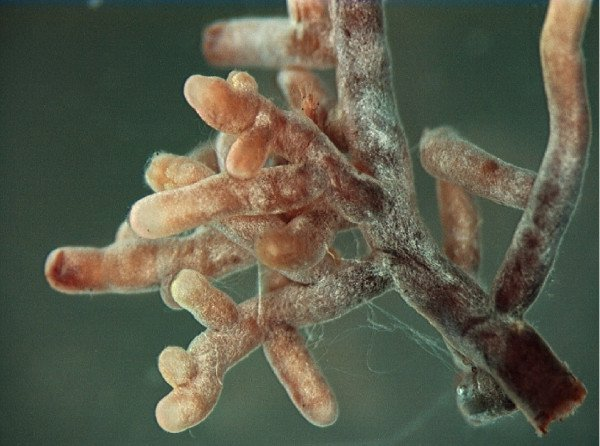

علم الأحياء الدقيقة في التربة هو دراسة المخلوقات الحية الدقيقة أو المجهرية التي تعيش داخل التربة لمعرفة وظائفها الحيوية وتأثيرها على خصائص التربة، في القدم يسود الاعتقاد بأن ظهور أول أنواع البكتيريا والمخلوقات الحية الدقيقة القديمة في محيطات الأرض منذ مليارات أو أربعة مليارات السنين حيث انها تقوم بـتثبيت النيتروجين الجوي أثناء عملية التكاثر لتنتج الأكسجين،  مما أدى إلى زيادة الكائنات الحية الدقيقة وأصبحت أكثر تطوراً،  وهذه المخلوقات الدقيقة لها فوائد عدة للتربة من ضمنها إنها تزيد من خصوبة التربة وو تعزز بنيتها. تصنف هذه المخلوقات الحية الدقيقة بالتربة إلى عدة ممالك أو مجموعات منها: البـكتيريا وبدائيات النواة (Actinobacteria) والفطريات والطحالب والأوليات، كل من هذه المجموعات لها خصائص ووظائف محدده في التربة.
حيث يوجد ما يقارب الـ 10 مليارات خلية بكتيرية في كل واحد جرام من التربة تعيش داخل وحول جذور النباتات، تعرف بـ (rhizosphere). في عام 2011 م، اكتشف فريق علمي أكثر من 33000 فصيلة من البكتيريا والـ (archaeal species) موجودة على جذور بنجر السكر.
ومن المعروف أيضا أن هذة المخلوقات الدقيقة الـ rhizobium سريعة الاستجابة والحساسية للتغيرات في الظروف البيئية المحيطة.

## البكتيريا
تعد البكتيريا والأركيا أصغر المخلوقات الحية في التربة بصرف النظر عن الفيروسات. البكتيريا والأركيا هي مخلوقات بدائية النواة يجدر الإشارة هنا إلى ان جميع المخلوقات الدقيقة الأخرى حقيقية النواة (مما يعني أن لديهم بنية خلية أكثر تطوراً مع عضيات داخلية وقدرة على القيام بعملية التكاثر الجنسي)، المخلوقات بدائية النواة لها بنية خلوية بسيطة للغاية تخلو من العضيات الداخلية في الخلية.  البكتيريا والاركيا هي من أكثر المخلوقات الحية الدقيقة وفرة وانتشار في التربة، حيث ان لها العديد من الوظائف الحيوية الهامة للتربة، بما في ذلك تثبيت النيتروجين.

### الوظائف الكيميائية الحيوية
واحدة من السمات الأكثر تميزا للبكتيريا هي القدرة على القيام بعمليات التحويل الكيميائي الحيوي، حيث يمكن للبكتيريا المسماة بـ Pseudomonas تحويل مجموعة واسعة من المواد الكيميائية والأسمدة، بالإضافة إلى أنه يمكن لجنس آخر يعرف باسم (Nitrobacter) وهي البكتيريا المستخدمة للنترات حيث يمكن لهذا الجنس أن يستمد طاقته فقط من خلال تحويل النتريت إلى نترات وتسمى هذه العملية ايضاً بالأكسدة الحيوية. هنالك جنس آخر يعرف بـ كلوستريديوم هو مثال للتنوع البكتيري لأنه على عكس معظم الأنواع المذكورة سابقاً له القدرة على النمو في بيئة خالية من الأكسجين وهذه العملية تعرف بالتنفس اللاهوائي. يجدر الإشارة هنا ان هنالك عدة أنواع من جنس الـ Pseudomonas ، مثل Pseudomonas aeruginosa لها القدرة على التنفس الهوائي واللاهوائي، باستخدام النترات كمستقبل للإلكترون الحر. 

### عملية تثبيت النيتروجين
البكتيريا هي المسؤولة عن عملية تثبيت النيتروجين في التربة وهو القيام بتحويل النيتروجين في الغلاف الجوي إلى مركبات النيتروجين (مثل الأمونيا) التي يمكن الاستفادة منها من قبل النباتات، البكتيريا هي مخلوقات ذاتية التغذية تستمد طاقتها عن طريق صنع طعامها من خلال عملية الأكسدة بدلاً من التغذية على النباتات أو المخلوقات الحية الأخرى مثال على ذلك جنس الـ Nitrobacter، وهذا الجنس من البكتيريا هي المسؤولة عن تثبيت النيتروجين في التربة. يجدر الإشارة هنا إلى ان كمية البكتيريا ذاتية التغذية قليل جداً مقارنة بالبكتيريا المحللة أو غير ذاتية التغذية (حيث أنها تكتسب طاقتها من خلال تحليل النواتج النباتية أو المخلوقات الحية الدقيقة الأخرى)، ولكنها تعتبر ذات أهمية للتربة لأنه كل نبات ومخلوق حي يتطلبان النتروجين بطريقة ما. 

## الفطريات الشعاعية (Actinomycetes)
الاكتينوميسيتات هي مخلوقات حية دقيقة توجد في التربة، وتصنف من البكتيريا لكنها قد تشترك في بعض الخصائص مع الفطريات، حيث أنه من المحتمل أن تكون نتيجة من التطور الحيوي بين الفصائل أو نتيجة للتقارب البيئة ونمط الحياة المشترك.

### التشابه مع الفطريات
على الرغم من أنها تصنف من مملكة البكتيريا، إلا أن العديد من فصيلة الشعاعيات تشترك في الخصائص مع الفطريات، بما في ذلك الشكل والتفرع وتكوين الجراثيم البوغية وعمليات الأيض الثانوية.
ومن هذه الصفات المشابهة للفطريات:
- تمتلك غزل فطري (mycelium) يشابه للمسيليم الفطري.
- أنها تشكل غزل فطري هوائي وكذلك جراثيم كونيدية (conidia).
- في البيئة السائلة تنمو بشكل كتل أو حبيبات متميزة، وليس كمعلق عكر كما في البكتيريا.

### المضادات الحيوية
واحدة من أكثر الخصائص البارزة في الاكتينومايسيتس هي قدرتها على إنتاج المضادات الحيوية مثل Streptomycin وneomycin وerythromycinوtetracycline، حيث يستخدم الستربتومايسين لعلاج السل والالتهابات التي تسببها بعض البكتيريا، ويستخدم نيومايسين للحد من خطر العدوى البكتيرية أثناء الجراحة، ويستخدم ايضاً الإريثروميسين لعلاج بعض الالتهابات التي تسببها البكتيريا، مثل التهاب الشعب الهوائية والسعال الديكي والالتهاب الرئوي والأذن والأمعاء والرئة والمسالك البولية والتهابات الجلد.

## الفطريات
توجد الفطريات بوفرة في التربة، ولكن تعد البكتيريا أكثر وفرة منها في التربة القاعدية خصوصاً، تكمن أهمية الفطريات في التربة كمصدر غذائي للعديد من المخلوقات الحية الأخرى، إلا أنها قد تسبب الأمراض للنباتات وبالإضافة إلى انها تبني بعض العلاقات التكافلية مع النباتات والمخلوقات الحية الأخرى والمفيدة لصحة التربة. الفطريات تقسم إلى أنواع متعددة حسب حجم وشكل ولون جراثيمها التناسلية الناتجة من التكاثر الجنسي، تتأثر الفطريات بالعوامل البيئة نفسها المؤثرة على نمو وتوزيع البكتيريا والاكتينوميسيتات. تعتبر جودة وكمية المادة العضوية في التربة معياراً لكثافة النمو الفطري، لأن معظم الفطريات تتغذى على المادة العضوية بالتربة، حيث يزدهر نمو الفطريات في البيئات الحمضية، في حين لا يمكن للبكتيريا والاكتينوميسيتات البقاء على قيد الحياة في البيئة عالية الحموضة مقارنة بالفطريات، مما يؤدي إلى وفرة الفطريات في المناطق الحمضية. تنمو الفطريات جيدًا أيضًا في التربة الجافة والقاحلة نظرًا لأن الفطريات هوائية التنفس (لها القدرة على امتصاص الاوكسين من الجو)، فكلما زاد محتوى الرطوبة في التربة، انخفضت نسبة الأكسجين المتاح للتنفس فيه.

## الطحالب
تعد الطحالب ذاتية التغذية حيث يمكنها أن تصنع غذائها بنفسها من خلال التمثيل الضوئي وهو عملية تحول الطاقة الضوئية إلى طاقة كيميائية يمكن تخزينها كمواد مغذية مفيدة لنمو الطحالب، فهذه العملية الحيوية تعتمد بشكل كلي على الضوء، لذلك فإن الطحالب تنتشر حيثما تتوفر أشعة الشمس والرطوبة المعتدلة، ولكن الطحالب لا تستطيع التعرض مباشرة إلى الشمس، لذا تعيش تحت سطح التربة مع توفر درجة الحرارة والظروف المعتدلة من الرطوبة، لدى الطحالب أيضا القدرة على تثبيت النيتروجين الجوي كما هو الحال في البكتيريا. 

### الأنواع المختلفة للطحالب
يمكن تقسيم الطحالب إلى ثلاث فصائل رئيسية:Cyanophyceae وChlorophyceae وBacillariaceae. فصيلة الـ Cyanophyceae المسماة بـ الطحالب الزرقاء المخضرة تحتوي على الكلوروفيل وهو المركب المسؤول عن اللون الأخضر المزرق فيها، وهو الجزيء الذي يمتص أشعة الشمس ويستخدم تلك الطاقة في إنتاج الكربوهيدرات من ثاني أكسيد الكربون والماء. اما الـ Chlorophyceae تحتوي على الكلوروفيل فقط مما يجعلها خضراء اللون، وتحتوي الـ Bacillariaceae على الكلوروفيل بالإضافة إلى أصباغ أخرى تجعل الطحالب بنية اللون. 

### الطحالب الزرقاء المخضرة وتثبيت النيتروجين
الطحالب الزرقاء المخضرة، أو Cyanophyceae ، هي المسؤولة عن تثبيت النيتروجين، حيث تعتمد كمية النيتروجين الذي يتم تثبيته بشكل كبير على العوامل الفسيولوجية والبيئية بدلاً من قدرات المخلوق الحي، ومن هذه العوامل شدة ضوء الشمس وتركيز مصدر النيتروجين غير العضوي والعضوي ودرجة الحرارة المحيطة والاستقرار البيئي. 

## الأوليات
البروتوزوا هي مخلوقات حقيقية النواة كانت من أوائل المخلوقات الحية الدقيقة التي تتكاثر عن طريق الاتصال الجنسي، وهي خطوة تطورية مهمة في هذا النوع حيث تكون الأبواغ الزقية، وتتأثر الاوليات بنفس الظروف البيئية التي تعتمد عليها العديد من المخلوقات الحية الدقيقة في التربة. يمكن تقسيم البروتوزوا إلى ثلاث فئات: السوطيات واالاميبيات والبراميسيوم. 

### السوطيات
السوطيات هي أصغر فصائل البروتوزوا، ويمكن تقسيمها على أساس ما إذا كان يمكن للجنس المشاركة في عملية التمثيل الضوئي، لا يمكن للسوطيات التي لا تحتوي على الكلوروفيل أن تقوم بعملية التمثيل الضوئي لأن الكلوروفيل هو المركب الأساسي الذي يمتص أشعة الشمس، وهذا النوع غالباً توجد في التربة، لكن السوطيات التي تحتوي على الكلوروفيل تستطيع القيام بعملية التمثيل الضوئي وهي غالباً ما تكون في الماء. تصنف السوطيات حسب سوطها وهو الوسيلة المستخدمة للحركة في هذا الجنس، فبعض السوطيات تحتوي على عدة أسوط، بينما الأنواع الأخرى لها سوط واحد وهو يشبه فرعًا طويلًا ممتد من أحد أطرافها. 

### الأميبات
الأميبا أكبر من السوطيات وتتحرك بطريقة مختلفة. يمكن تمييز الأميبا عن غيرها من البروتوزوا بخصائصها الشبيهة بـ pseudopodia وهي اللزوجة العالية. يعد البسيدوبوديوم أو «القدم الكاذبة» بمثابة انكماش أو نتوء مؤقت يظهر من جسم الأميبا والذي يساعدها في الانزلاق على الأسطح للحركة أو يساعدها أيضا في الحصول على الغذاء. لا تحتوي الأميبا على اسواط، كما أن الجراثيم الزوجية تتميز بلزوجة وتناسق يشبة الوحل أكثر من السوطيات. 

### البراميسيوم
البراميسيوم هي أكبر فصيلة في البروتوزوا، وتتحرك عبر أهداب قصيرة عديدة تنتج حركاتها اهتزازات خفيفة، تشبه أهدابها الشعيرات القصيره تحيط بها من جميع الجهات لذلك يمكن للاميبا أن تتحرك في اتجاهات مختلفة، ما يميزها بسرعة حركتها عن باقي الاوليات ويساعد في انتشارها مقارنة بالسوطيات أو الأميبيات. 

## التناغم في العلاقات التكافلية
الهرمونات النباتية مثل حمض الصفصاف وحمض الياسمين والإيثيلين تعتبر منضمات رئيسية للمناعة في أوراق النبات، على سبيل المثال: النبات الحامل لطفرة ضعف القدرة في إفراز حامض الساليسيليك يكون شديد الحساسية للميكروبات التي تتطفل على النبات للحصول على الغذاء، في حين أن النبات المصاب بطفرة عدم القدرة في إفراز حمض الياسمين والإيثيلين يكون ذو حساسية مفرطة للحشرات والأحياء الدقيقة التي تتطفل على الخلايا النباتية من أجل الغذاء، يعد التعديل الجيني لمجتمع من المخلوقات الحية الدقيقة المتطفلة في جذور النباتات أكثر تعقيداً من إزالة بعض مسببات الأمراض داخل الاوراق النباتية. وبالتالي يتطلب لتنظيم العلاقات التكافلية والتطفلية في جذور النبات مع المخلوقات الحية االدقيقة آليات مناعية أخرى مختلفة عن تلك التي تتحكم في الميكروبات المتطفله على اوراق النبات.
في دراسة أجريت عام 2015 م لتحليل تاثير مجموعة من الطفرات لـهرمون الأرابيدوبسيس (والتي تسبب خلل في افراز هذا الهرمون وتزيد من حساسية النبات) على العلاقة التكافلية مع سلالات من الأحياء الدقيقة في التربة المجاورة للجذور والبكتيريا التي تعيش داخل أنسجة الجذور، حفز هذا القصور في النبات على حدوث تغييرات في حساسية النبات بإفراز حمض الساليسيليك مما ادى إلى ارتفاع معدل النمو البكتيري في أنسجة الجذر الداخلية. كانت هذه النتيجة ظاهرة عامة في العديد من العائلات المصابة، مما يشير إلى أن حمض الساليسيليك قد يكون منظمًا أساسيًا لمناعة النبات من الأحياء الدقيقة المتطفلة الضارة. 
تزيد هرمونات المناعة النباتية أيضًا من معدل النمو النباتي والتمثيل الغذائي بالإضافة إلى الاستجابات للجهد اللاحيوي، مما يعزز الية التنظيم المناعي الدقيقة من قبل حمض الساليسيليك للنمو الميكروبي الضار. 
أثناء عملية التخصيب النباتي يتم اختيار السلالات ذات السمات الأفضل، ولكن ليس للعلاقة التكافلية مع الأحياء الدقيقة أي رابط بهذا الاختيار، مع العلم ان التغييرات الطفيفة في النمو التكافلي البكتيري مع النبات يمكن أن يكون لها تأثير كبيراً على مناعة النبات ووظائفها الحيوية، قد يسبب هذا بدوره من التقليل من الآثار الناتجة من العلاقة التكافلية مع الأحياء الدقيقة. 

## التطبيقات الحيوية

### الزراعة
يمكن للمخلوقات الحية الدقيقة في التربة أن تجعل المواد الغذائية من معادن مهمه للنبات متاحة في التربة وايضا قد تساهم هذه المخلوقات الدقيقة في إنتاج الهرمونات المحفزة للنمو وتحفز ايضاً الجهاز المناعي للنبات وقد تثير أو تضعف استجابات النبات الإجهاد بفعل الجفاف أو الرطوبة. بشكل عام، ينتج عن النمو الحيوي للأحياء الدقيقة في التربة تنوعًا نباتيا أكبر مع التقليل من الأمراض النباتية وزيادة المحصول.
يمكن أن تدمر الزراعة الـ rhiziobiome في التربة وهو النظام البيئي الحيوي للأحياء الدقيقة في التربة، باستخدام محسنات التربة مثل الأسمدة والمبيدات الحشرية دون التعويض عن آثارها السلبية الضارة للنظام البيئي الحيوي في التربة. على النقيض من ذلك، يمكن للتربة السليمة أن تزيد من الخصوبة بطرق متعددة بما في ذلك توفير المواد الغذائية مثل النيتروجين والحماية من الآفات والأمراض مع تقليل الحاجة إلى الماء والمدخلات الأخرى. قد يساعد هذا النظام البيئي التكافلي احياناً للزراعة في التربة التي لم تكن تعتبر قابلة للحياة. 
تعيش مجموعة البكتيريا المعروفة باسم ريزوبيا داخل جذور البقوليات وتقوم بتثبيت النيتروجين الجوي إلى مركبات مفيدة للنبات. 
الجذريات الفطرية (Mycorrhizae) أو تسمى بـ الفطر الجذري والتي تشكل جذور أو خيوط رقيقة والتي تصل إلى حد بعيد في التربة يمكن وصفها بأنها امتدادا لجذور النباتات التي تعيش فيه أو معه، هذا النوع من العلاقة التكافلية تسهل امتصاص المياه للنبات بالإضافة إلى امتصاص مجموعة واسعة من المواد الغذائية في التربة. 
يتم إطلاق ما يصل إلى 30٪ من الكربون المثبت من قبل النبات من الجذور ويطلق على هذه النواتج افرازات حيث يتضمن هذا الإفراز السكريات والأحماض الأمينية والفلافونويدات والأحماض الأليفاتية والأحماض الدهنية، التي قد تجذب وتغذي الأنواع الميكروبية المفيدة مع توفير الحماية من الأنواع الضارة. 

#### النشاط التجاري
تقريباً كل المخلوقات الدقيقة التي تم اكتشافها عبارة عن مبيدات حيوية طبيعية، حيث تنتج حوالي مليار دولار سنويًا، أي أقل من 1٪ من سوق التعديل الكيميائي والتي تقدر بنحو 110 مليارات الدولارات. لفترة من الزمن قد تم تسويق بعض أنواع الميكروبات مثل الترايكوديرما (Trichoderma) وهي الفطريات التي تثبط نمو غيرها من الفطريات المسببة للأمراض، والسامة أو مثل Bacillus thuringiensis وهي قد تكون القاتلة للميكروبات الأخرى. أيضا يعد الـ Serenade وهو مبيد حيوي يحتوي على البكتيريا العصوية هذا النوع عبارة عن سلالة بكتيرية لها خصائص مضادة للفطريات والبكتيريا وبالإضافة إلى انها تعزز نمو النبات، يستخدم على هيئة سائل على النباتات وعلى التربة لمحاربة مجموعة من مسببات الأمراض، وهذا النوع له قبول شديد في كل من الزراعة التقليدية والعضوية.
بدأت معظم الشركات الاسمدة الزراعية الكيميائية مثل باير (Bayer) الاستثمار في التقنية الحيوية، حيث في عام 2012 م اشترت Bayer شركة AgraQuest وهي المتخصصة في الأبحاث التقنية الحيوية بمقابل 425 مليون دولار، لتمول ميزانية الأبحاث السنوية البالغة 10 ملايين يورو هذه الأبحاث تتضمن اختبارات ميدانية لعشرات الفطريات والبكتيريا المكتشفة حديثاً كبديل للمبيدات الكيميائية أو تستخدم كمنشطات حيوية تعزيز صحة المحاصيل الزراعية ونموها وكثافتها. أقامت شركة Novozymes وهي شركة لتطوير الأسمدة ومبيدات الآفات الأحياء الدقيقة اتفاقية مع شركة مونسانتو لاستثمارالـ Monsanto في المخصبات الحيوية التي تحتوي على فطر التربة   <i></i>Penicillium bilaiae وbioinsecticide التي تحتوي على فطر  Metarhizium anisopliae. في عام 2014 م استحوذت شركتي Syngenta وBASF على شركات تقوم بتطوير منتجات حيوية، كما فعلت دوبونت في عام 2015 م ذلك ايضاً. 
أظهرت دراسة أجريت عام 2007 م أن العلاقات التكافلية المعقدة مع الفطريات والفيروسات يجعل من الممكن للعشب المسمى   Dichanthelium lanuginosum   للازدهار في التربة ذات الحرارة الأرضية العالية في Yellowstone National Park حيث تصل درجات الحرارة إلى 60 °م (140 °ف) ، ولقد تم طرحها في سوق الولايات المتحدة في عام 2014 م لزراعة الذرة والأرز حيث تمكن النبات من التكيف من ضغط الحرارة العالية. 
في كل من الولايات المتحدة وأوروبا يتوجب على الشركات المصنعة للاسمدة الحيوية تزويد السلطات بأدلة وأبحاث علمية توضح أن المنتج آمن ككل وليس فقط السلالات من الأحياء الدقيقة المستخدمة فيه، مما أدى بالعديد من الشركات الحالية إلى إعادة تسمية بعض الاسمدة الزراعية إلى «المنشطات الحيوية» بدلاً من «المبيدات الحيوية». 

#### الأحياء الدقيقة الضارة
هنالك نوع من الفطريات وحيدة الخلية مثل الفطر المسبب لـ افات البطاطس وغيرها من أمراض المحاصيل المعروفة بـ Phytophthora infestans في حدوث المجاعات على مر التاريخ، ايضاً هنالك أنواع أخرى من الفطريات والبكتيريا تسبب تسوس الجذور والأوراق في النباتات. 
غالبًا ما فشلت العديد من التجارب المجراة على السلالات التي بدت واعدة في المختبر في إثبات فعاليتها في هذا المجال حيث ان التربة والمناخ وتأثيرات النظام البيئي لها دور في نجاح هذه العلاقات التكافلية مع النبات، مما دفع العديد من الشركات إلى تخطي مرحلة التجارب المعملية واعتماد الاختبارات الميدانية. 

#### الانقراض
يمكن أن تتناقص أو تنقرض الأنواع المفيدة من الأحياء الدقيقة بمرور الوقت، يعد Serenade محفزاً لكثافة نمو بكتيريا الـ Bacillus subtilis في التربة ولكن قد ينخفض مستوى النمو احياناً لأن هذا النوع من البكتيريا يفتقر إلى قدرة الدفاع والتكيف مع التغيرات البيئية، لكنه يستخدم كإحدى طرق التحفيز في السلالات التكافلية. 
الاسمدة الكيماوية من سلبياتها انها تستنفذ المواد العضوية في التربة بالإضافة إلى المعادن الثقيلة، وقد تزيد الاسمدة من ملوحة التربة وتعزز الكلور فيها، أيضا قد تحول البكتيريا التكافلية المفيدة للنبات إلى ضارة. 

#### مشروع الطيار
في أوروبا تم تجربة المحراث الطائر لتقليل من تقليب أو تحريك التربة وتلوثها، حيث قاموا بزراعة الشوفان والبيقية والتي تجذب البكتيريا المثبتة للنيتروجين وقاموا بزراعة أشجار الزيتون الصغيرة حولها لتعزيز التنوع الميكروبي في الحقل، وتم تقسيم حقل الـ 100 هكتار إلى ثلاث مناطق: واحدة تعالج بالأسمدة الكيماوية وأخرى بالمبيدات الحشرية والباقي بكميات مختلفة من المخصبات الحيوية العضوية والتي تتكون من بقايا العنب المخمرة ومجموعة متنوعة من البكتيريا والفطريات، جنبا إلى جنب مع أربعة أنواع من جراثيم الميكوريزا. 
وصلت المحاصيل التي حصلت على معظم الأسمدة العضوية إلى ما يقرب من ضعف ارتفاع تلك الموجودة في المنطقة أ المعالجة بالاسمدة الكيماوية، وكان طولها واحد بوصة أعلى من المنطقة ج المعالجة بالمبيدات الحشرية، هذة النتائج متساوية تقريباً في كلا المنطقتين، في حين أن محصول التقنية التقليدية كانت ضئيلة جداً، استطاعات الميكوريزا شق الصخور عن طريق إفراز الأحماض المحللة لها مما سمح لجذور النباتات بالوصول إلى حوالي 2 متر في التربة الصخرية إلى المياه الجوفية. 
- نيكولاي ألكسندروفيتش كراسيلنيكوف (1896-1973)، الروسي
- جوليان كوينتين ليند (1922-2017)، أمريكا